# تيموثي جيمس ويب
تيموثي جيمس ويب (بالإنجليزية: Timothy James Webb)‏ هو مغني ورسام أسترالي، ولد في 13 فبراير 1967 في واربورتون ‏ في أستراليا.